# خوسيه لويس برادو
خوسيه لويس برادو (بالإسبانية: José Luis Prado) هو سباح مكسيكي، ولد في 12 نوفمبر 1956.

## وصلات خارجية
- خوسيه لويس برادو على موقع الاتحاد الدولي للسباحة (الإنجليزية)
- خوسيه لويس برادو على موقع أوليمبيديا (الإنجليزية)